# 巴里拉里灣
65°55′S 64°43′W / 65.917°S 64.717°W
巴里拉里灣（英語：Barilari Bay）是南極洲的海灣，位於葛拉漢地西岸，長22公里、寬11公里，處於加西亞角和洛基角之間，由法國的探險隊發現，以阿根廷海軍少將命名。